# Vladimir Becić
Vladimir Becić (Brod na Savi, 1. maj 1886 − Zagreb, 24. decembar 1954) bio je hrvatski slikar i jedan od pripadnika minhenske škole slikarstva. Sa Ljubom Babićem i Jerolimom Mišom jedan je od osnovača „Grupe trojica” (1930).

## Život i karijera
Rođen je u Brodu na Savi 1. maja 1886. Studirao je pravo u Zagrebu i paralelno je učio i slikarstvo u privatnoj slikarskoj školi Mencija Klementa Crnčića i Bele Čikoša u Zagrebu (1904). Potom je studirao slikarstvo kod Heinriha Knira u Minhenu (1905) , a od 1906. godine školovao se na Akademie der Bildenden Künste. U klasi Huga Habermanna istakao se, uz Josipa Račića i Miroslava Kraljevića, kao likovni umetnik sa savremenim načinom slikanja (Die kroatische Schule).
Nakon Minhena u Parizu je upisao Académie de la grande Chaumière (1909) i crtao za časopis Le Rire. Iz Pariza u predvečerje Prvog svetskog rata prešao u Bitolj gde je dobio posao u gimnaziji.
Svoja dela je izlagao u okviru paviljona Kraljevine Srbije na međunarodnoj izložbi u Rimu 1911. godine.
U Bitolju je sa suprugom Beciča zatekao Prvi svetski rat, I dok se Becić kao dobrovoljac u srpskoj vojsci povlačio preko Albanije, supruga je kao izbeglica bežala pred invazijom bugarske vojske. Becić je prešao preko Albanije s kraljem i prestolonaslednikom, i potom bio na Krfu, a supruga se sa srpskom vojskom jađući na konju uputila ravno prema Grčkoj. Našli su se u Solunu u januaru 1916. godine, kada se srpska vojska pripremala za proboj Solunskog fronta. Tu im je, u novembru 1916, rođena i prva kćerka Mira.
Kao, dobrovoljac dopisnik i ratni slikar Štaba komande Šumadijske divizije Vladimir Becić je umesto sa puškom, naoružan fotoaparatom i paletom, bio učesnik u Velikom ratu, kao ratni slikar srpske vojske. Tada je slikao i za poznati L'Illustration (1915 — 1918) na solunskom frontu.
Iz ovog perioda Vladimirovog života ostaće zapamćena slika Kralj Petar I Karađorđević u kolima koja vuku četiri vola, nastala 6. novembra 1915. u Jankovoj klisuri, prilikom povlačenja srpske vojske i naroda prema Albaniji. Slika je objavljena na naslovnoj strani posebnog izdanja francuskog ilustrovanog časopisa „L’Illustration“ 1. januara 1916. Iste godine Becić će postati ratni dopisnik ovog lista, u kojem će i naredne dve godine objavljivati reportaže. Zahvaljujući tom snimku, Becić će kasnije naslikati identičnu sliku, i time upisati u istoriju ratne fotografije.
Nakon završetka Velikog rata od 1919. do 1923. boravio je u Blažuju kraj Sarajeva. Zatim se preselio u Zagreb, u kome je samostalno izlagao svoje slike na izložbama Proljetnog salona. Potom je izlago i na međunarodnim izložbama u Rimu (1911), Ženevi (1921) i Veneciji (1938).
Vladimir Bečić je zaslužan, ne samo za organizovanje prve samostalne izložbe savremene umetnosti u Bitolju, već i za razvoju modernog slikarstva u Makedoniji, što je od istorijskog značaja.
U Zagrebu je Becić predavao na Višoj školi za umjetnost i obrt (od 1924. godine) i na Akademiji likovnih umjetnosti (do 1947. godine).
Bio je član HAZU od 1934. godine.

## Likovno stvaralaštvo
Likovno stvaralaštvo Vladimira Bečića u njegovoj prvoj stvaralačkoj fazi nastalo je pod jakim uticajem minhenske škole koja je dala nove impulse i kreativne situacije u hrvatskom modernog slikarstvu, kada je ono krenulo u napuštanje istrošenog tradicionalnog akademskog način umetničkog izražavanja. U tom periodu na Becića su značajno uticali slika Wilhelma Leibblea i dela impresionista (posebno Eduara Manea).
Bečićeva kasnija dela bliža su kreativnim načelima Pola Sezana. I njim umetnik naglašava kompozicijsku strukturnu orijentaciju geometriji kako u pejzažima tako i u ljudskim figurama.
Njegov umetnički izraz bio je usmeren na modeliranje svojevrsne umetničke jasnoće i energije, a njegove skice u ulju i akvarelu izražavale su svežinu neposrednog individualnog utiska, osećaja i osetljivosti. Njegov rad karakteriše i bogatstvo izražavanja i širok spektar boja, kojima Becić formira oblike sa izuzetnim volumenom.

Prema rečima Miroslava Krleže, Bečić je zaslužio visoko mesto u istoriji hrvatske moderne umjetnosti. A u ovoj rečenici za pamćenje Matka Peića ovako je okarakterisano slikarstvo Vladimira Becića...
| „ | Prezdrav, od zemlje, pretežak, od školovanja presolidan, slikao je više okom, nego maštom. | ” |

### Likovna dela
| - Guslar, 1906 - Studija Akta, 1906 - Ženski Akt pred ogledalom, 1906 - Hrast, 1907 - Akt djevojcica kod stola, 1907 - Ženski akt s novinama, 1907 - Akt pred ogledalom, 1908 - Djevojčica s lutkom, 1908 - Portret Miroslava Kraljevića. 1908 - Autoportret sa polucilindrom, 1908 - Mrtva Priroda,1909 - Lubenice, 1911. - Planinski pejzaž s potokom, 1923 | - Vera, 1926 - Saljanka, 1926 - Ribar, 1932 - Djevojka s cvijecem, 1933 - Male sjenokoše, 1934 - Dječak s kukuruzom, 1935 - Rakovi, 1936 - Ragotin, 1937 - Tovarenje ugljena, 1938 - Samoborski pejsaž, 1941. |  |

## Izložbe
Samostalne izložbe
- 1910. — Zagreb
- 1919. — Zagreb
- 1984. — Vladimir Becic - Umjetnicki paviljon (Art Pavilion Zagreb), Zagreb
- 2005. — Vladimir Becić, Svjedok Istine Postojanja, Adris Gallery, Rovinj

Grupne izložbe
- 1973. — Slike Minhenskog kruga - Umjetnički paviljon Zagreb, Zagreb
- 2007. — Iz fundusa galerije - Muzej moderne umjetnosti Dubrovnik, Dubrovnik
- 2008. — Iz fonda muzeja - Muzej moderne umjetnosti Dubrovnik, Dubrovnik

## Zbirke
Radovi Vladimira Becića danas se mogu naći u sledećim javnim zbirkama:
- Muzej moderne umjetnosti Dubrovnik, Dubrovnik, Hrvatska
- Galerija likovnih umjetnosti Osijek, Osijek, Hrvatska
- Muzej moderne i savremene umjetnosti (MMSU), Rijeka, Hrvatska
- Galerija Umjetnina Split, Split, Hrvatska
- Muzej Suvremene umjetnosti (MSU), Zagreb, Hrvatska

## Spoljašnje veze
Mediji vezani za članak Vladimir Becić na Vikimedijinoj ostavi

- Slika koja je pre 100 godina Srbe predstavila svetu - www.blic.rs